# فرودگاه آبی کمپ کوردرو
فرودگاه آبی کمپ کوردرو (به انگلیسی: Camp Cordero Water Aerodrome) یک فرودگاه همگانی است که یک باند فرود آب دارد. این فرودگاه در کشور کانادا قرار دارد و در ارتفاع ۰ متری از سطح دریا واقع شده‌است.